# Vidám temető
A Vidám temető (románul: Cimitirul Vesel) a romániai Máramaros megyében található Szaplonca község híres temetője. Nevezetességét az élénk színű, naiv festményekkel és faragásokkal, valamint vicces sírversekkel ellátott fejfái adják, amelyek eredeti és költői módon írják le az ott eltemetett embereket, életük jelenetein kívül. A Vidám temető az elmúlt évtizedekben szabadtéri múzeummá és országos turisztikai látványossággá vált. Az Imperator Travel szavazásán bekerült Románia hét csodája közé.

## Története
1935-ben Stan Ioan Pătraș, akkor még névtelen szobrász és fafaragó, elkezdett a fejfákra egyes szám első személyben írt kis verseket faragni: olyan ironikus verseket, amelyek nyelvtani hibáikkal nagyon közel állnak a helyiek által beszélt archaikus nyelvjáráshoz. Kezdetben évente csak 10 fejfát faragott, ezek alapanyagául tölgyfát használt. 1936-ra már tökéletesítette a stílusát: a fejfák keskenyebbek lettek, domborműveket kezdett rájuk faragni, és természetes pigmentekből nyert élénk színekkel dekorálni azokat. A fő szín, amelyet használt, egy különleges kék volt, amelyet a szakértők később Szaplonca-kéknek neveztek el. A többi szín is szimbolikus volt a maga egyedi módján: a zöld az élet, a sárga a termékenység, a vörös a szenvedély, a fekete használata pedig a halál jelképe volt.
Pătraș 1977-ig közel 700 fejfát készített a két helyi temetőben, a későbbi Vidám temetőben. A mester 1977-ben halt meg, házát egy tanítványára, Dumitru Popra hagyta, aki úgy döntött, hogy mesterének házában fog élni, később pedig műhelyt és múzeumot alakított ki belőle. Ő is folytatja a hagyományokat, évente mintegy 10 új fejfát készít el.

## Jellemzői
A kék színű fejfák naiv festményei általában az elhunyt életéből vett jeleneteket ábrázolnak, de sok kép az illető halálának körülményeit örökíti meg humoros formában. Az egyszerű portrék mellett akár olyan témák is felbukkanhatnak, mint pl. traktorozás, főzés, utazás, italozás, autóbaleset, de még akár kommunista szimbólumok is. A román nyelvű sírversek egy részét állítólag sokan előre megírták maguknak, köztük maga Pătraș mester is, aki szintén a temetőben nyugszik. A humoros versek is általában az elhunyt rövid jellemzését, vagy szintén a halálának okát és körülményeit mutatják be pár sorban. A humoros sírversekről több magyar fordítás is készült. A temető reggel 8-tól este 8-ig látogatható, megtekintéséhez a bejáratnál belépőjegyet kell váltani. Sajnos a népszerű látványosságot gyakran nem védik megfelelően, az elöregedő fejfákat lecserélik vagy nem megfelelő módon restaurálják, de már azok ellopására is akadt példa.

## Galéria

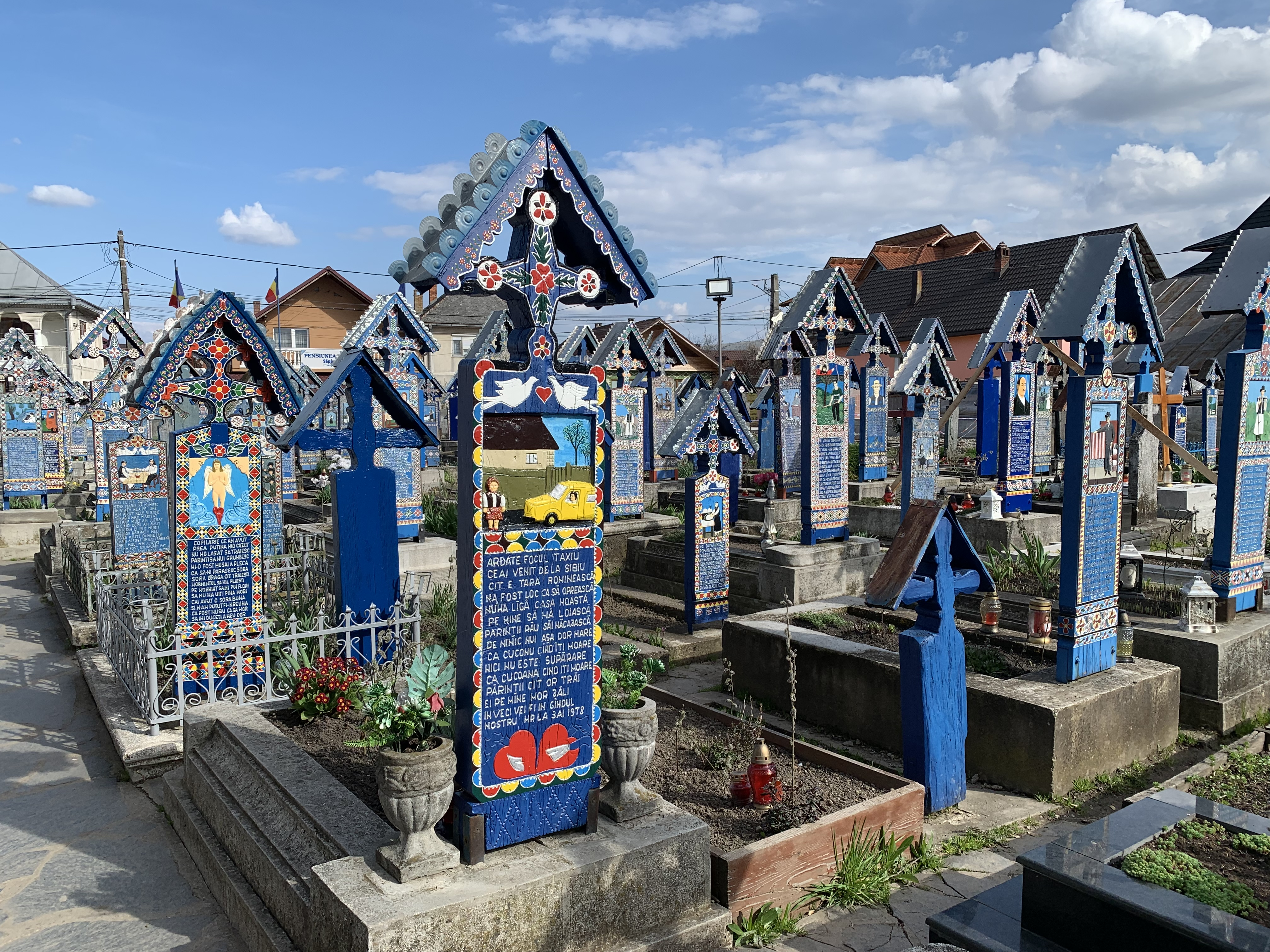
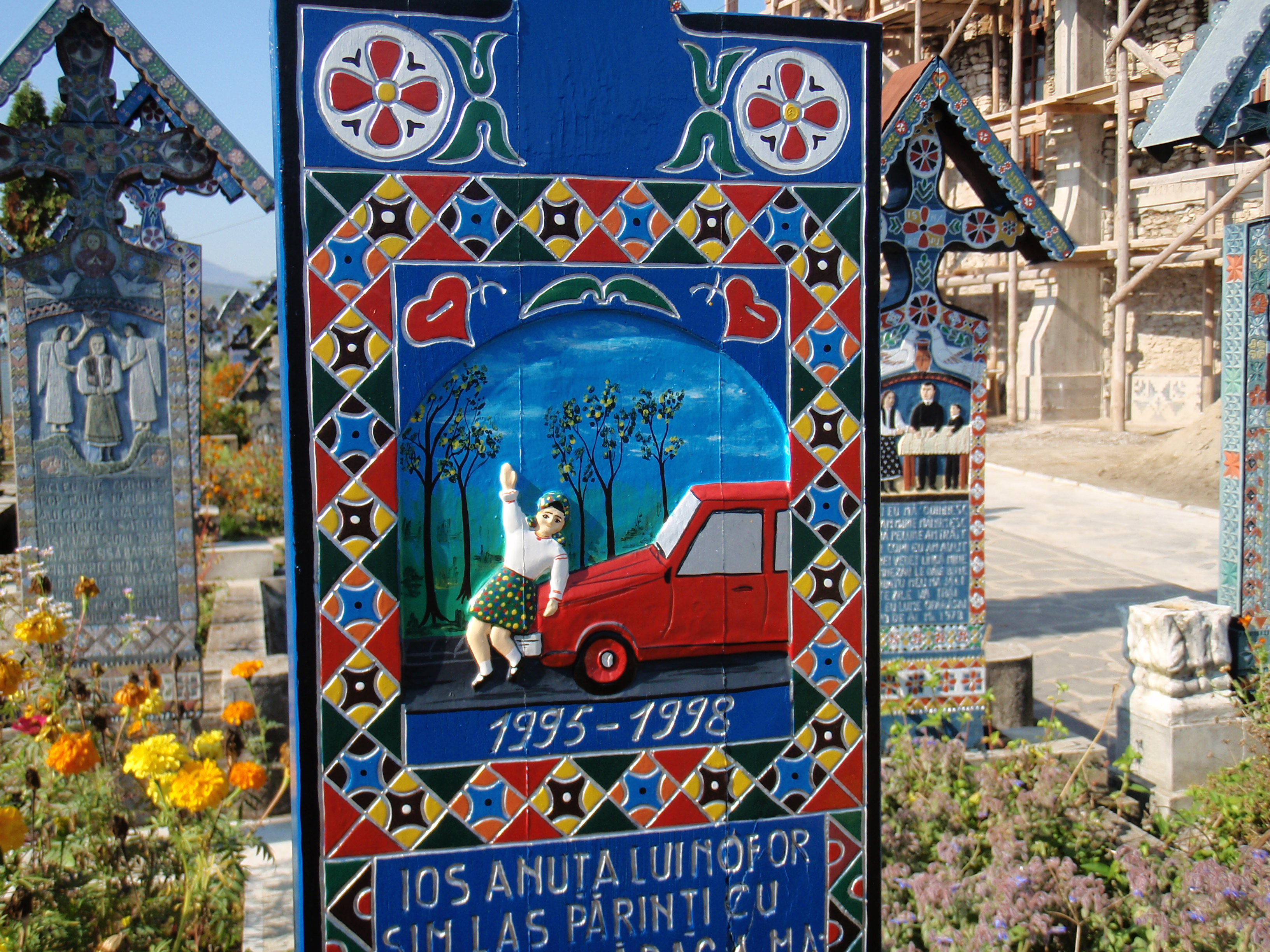
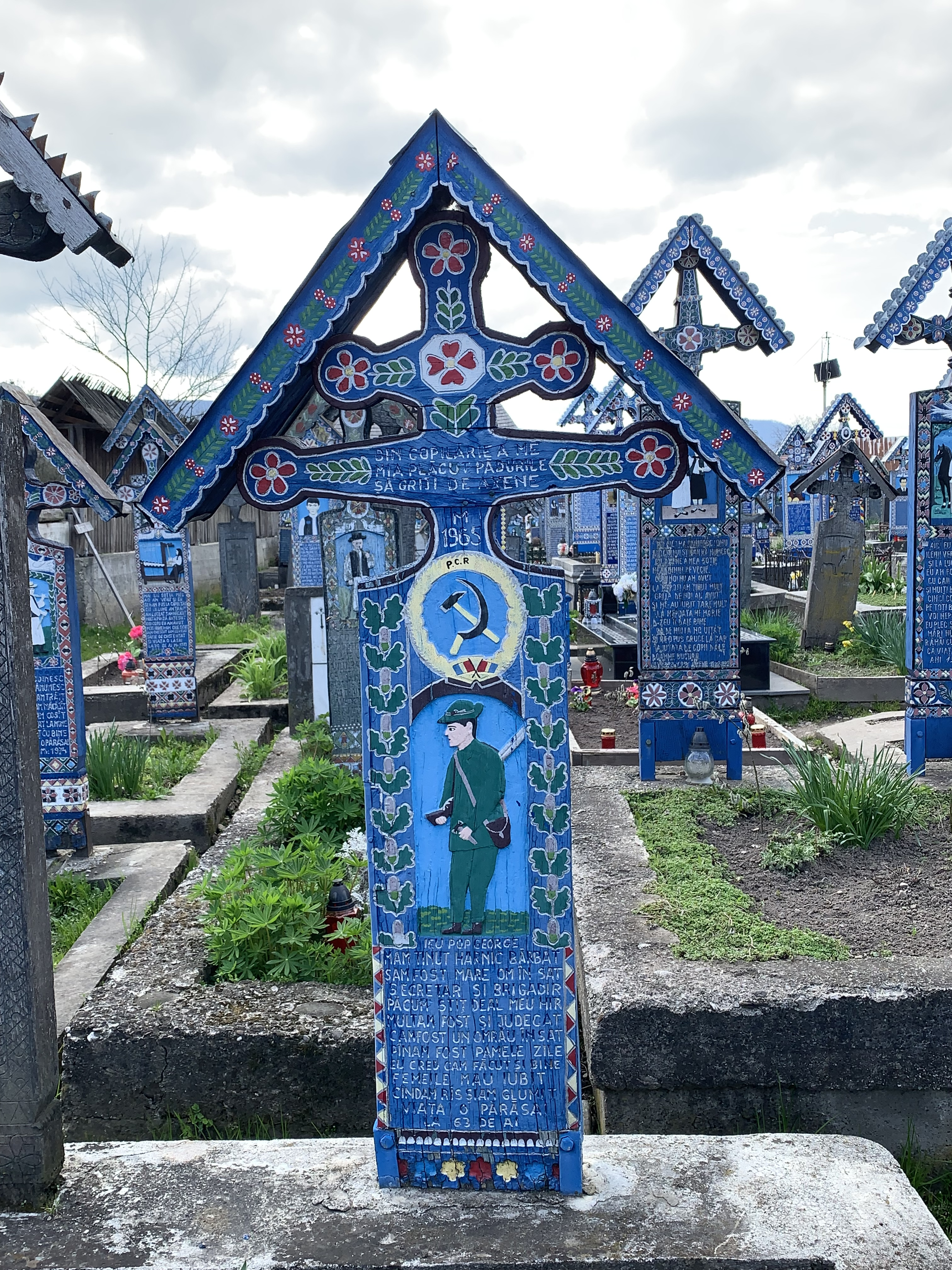
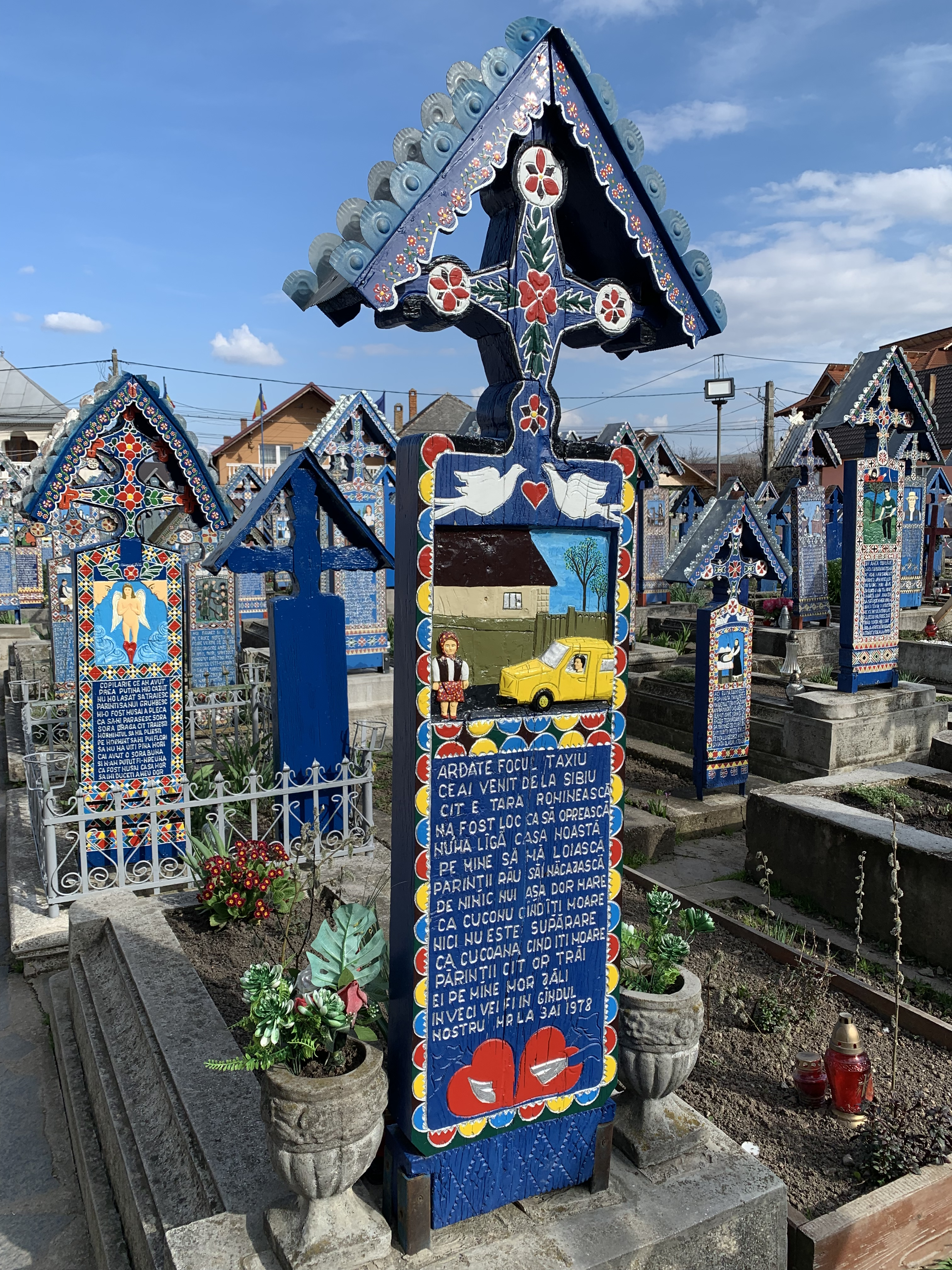
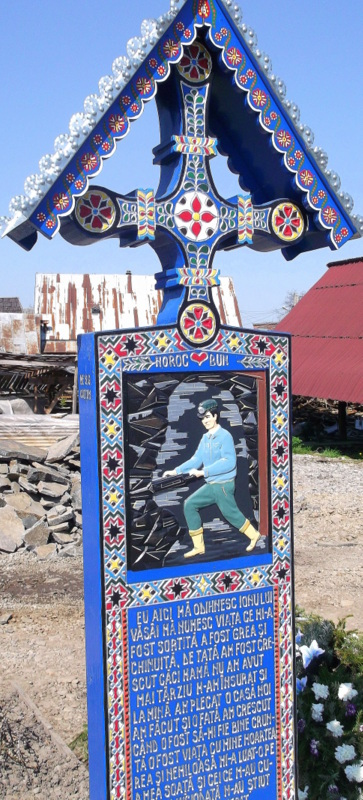
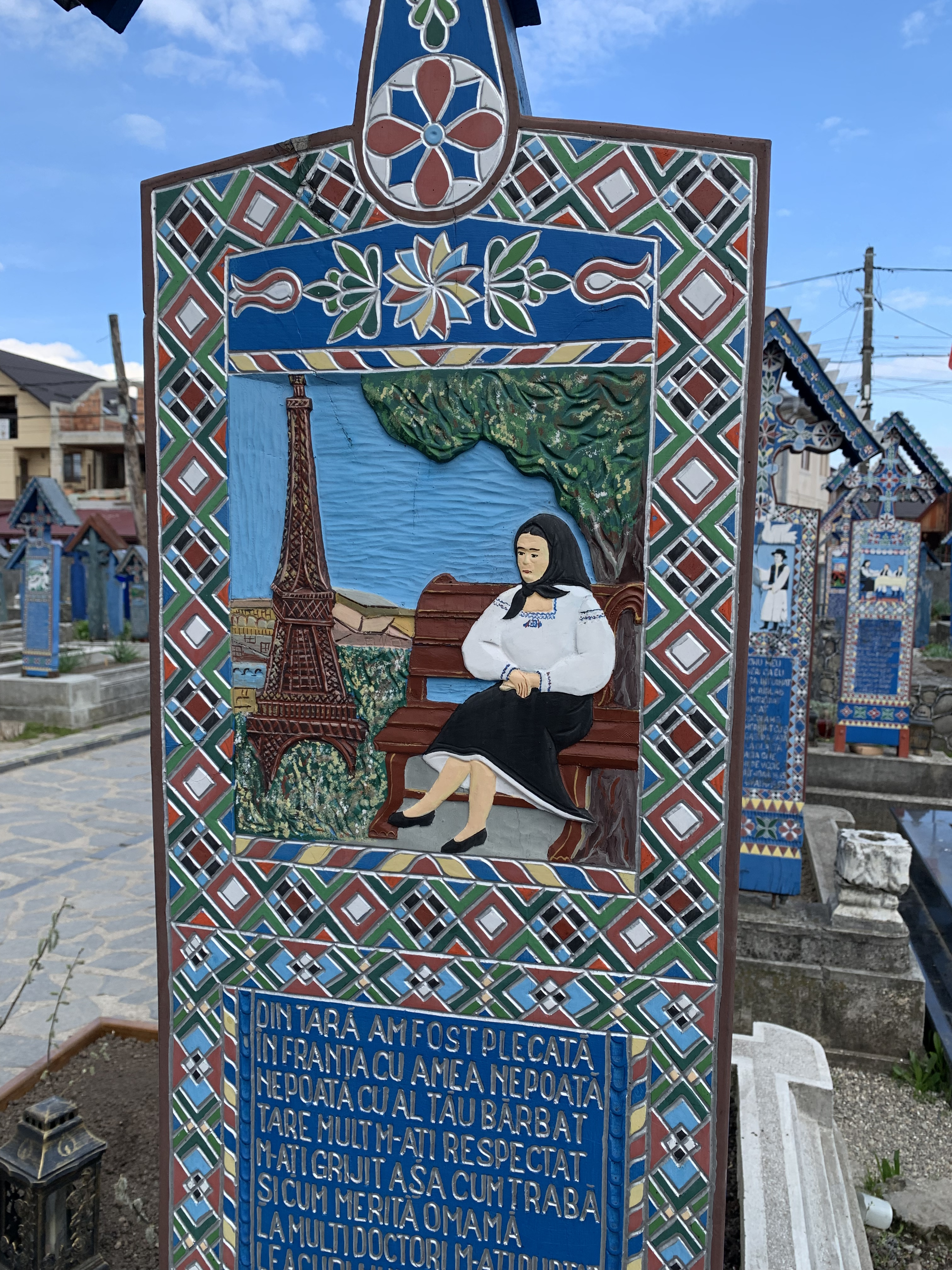
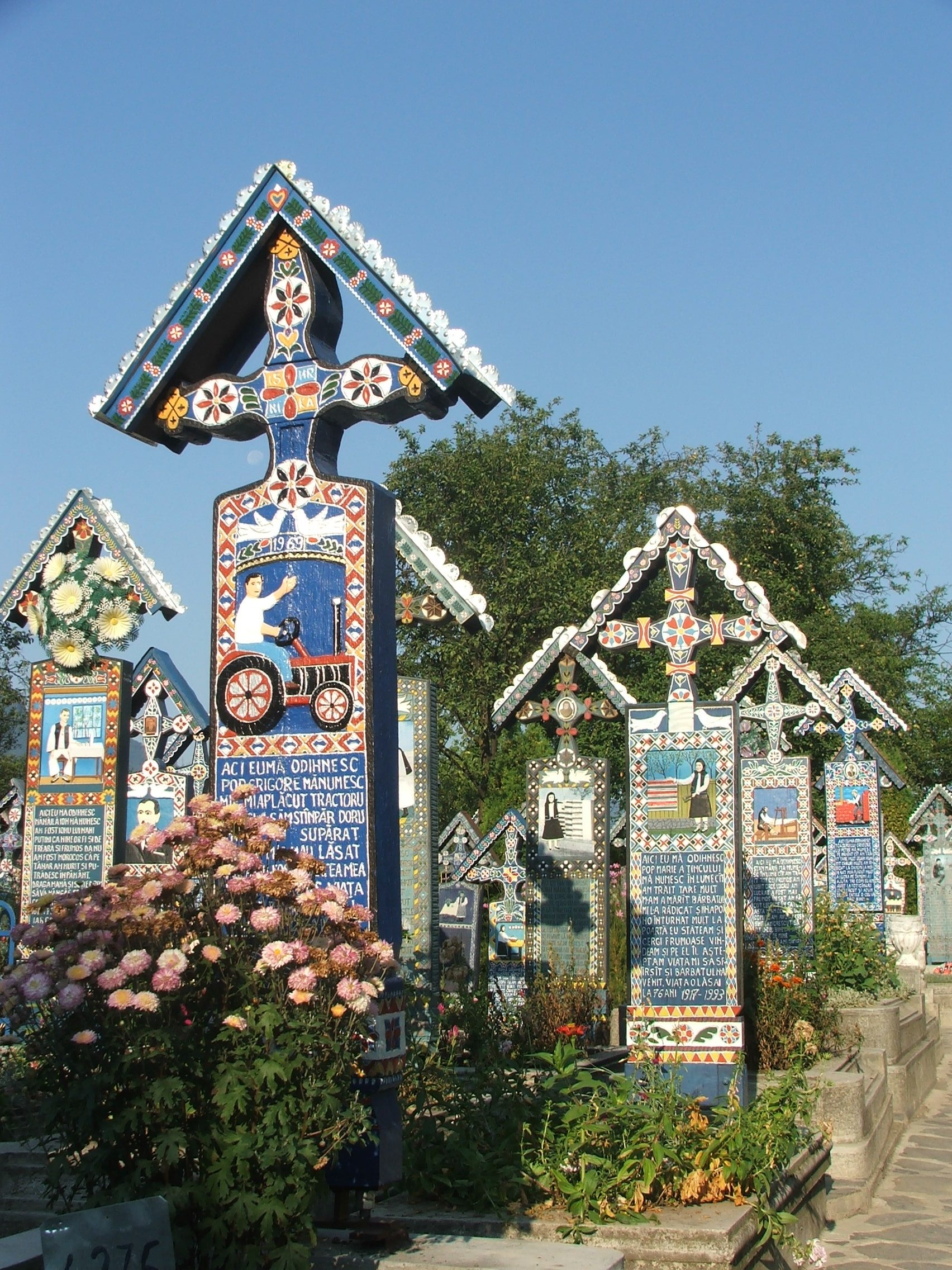
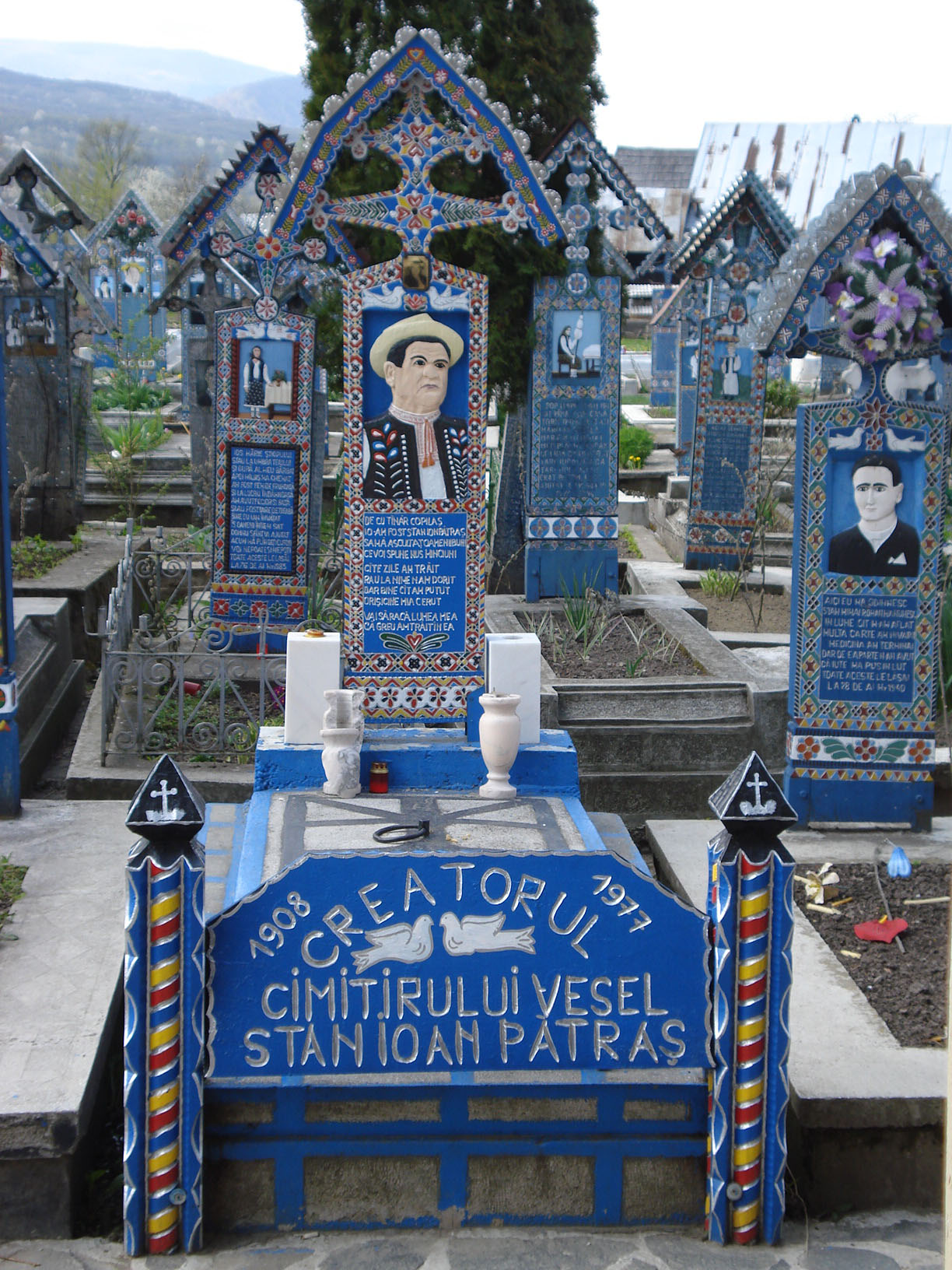
Stan Ioan Pătraș saját sírja
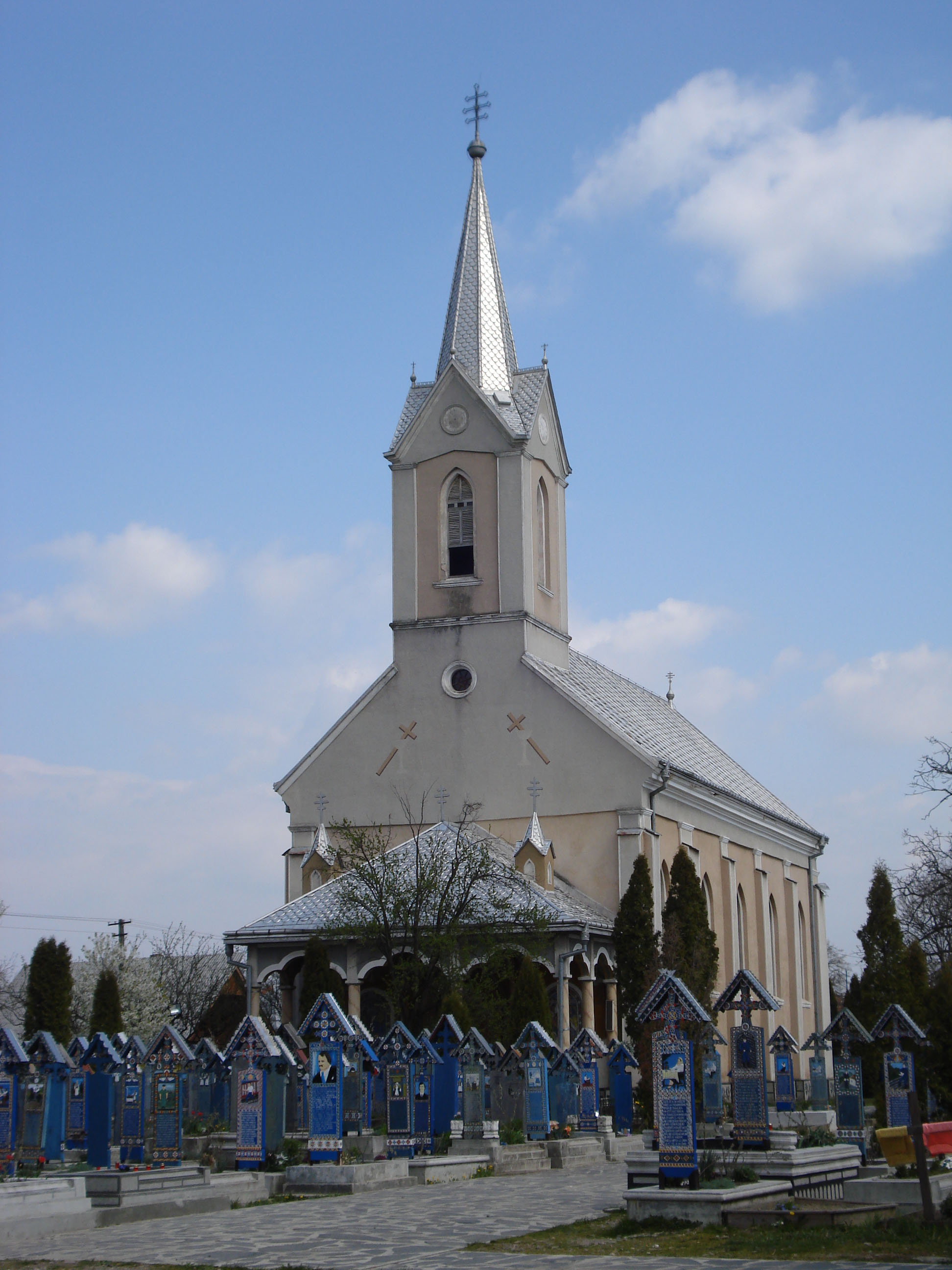
Az eredetileg görögkatolikus templom 2007-ben...
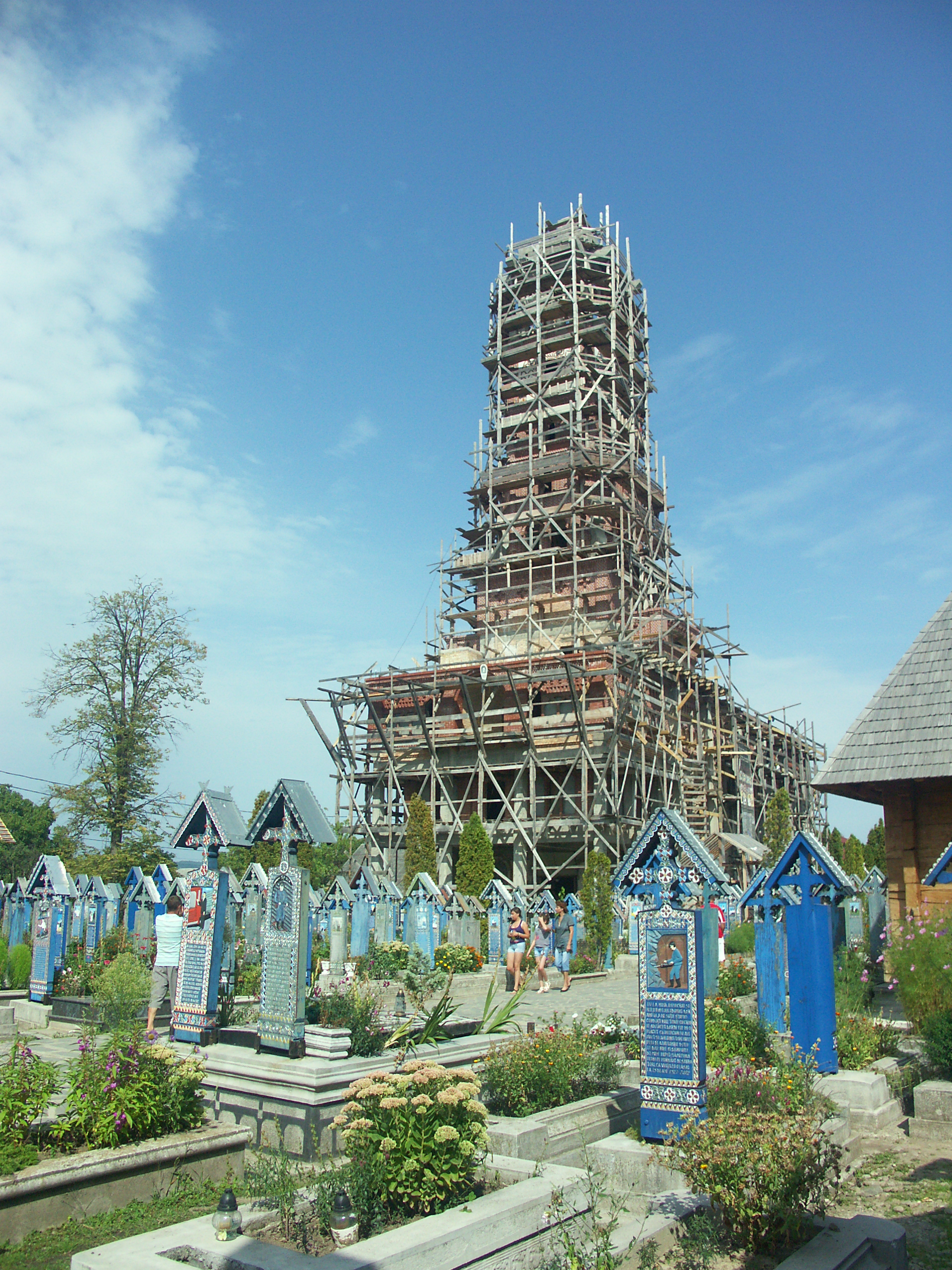
...2012-ben...
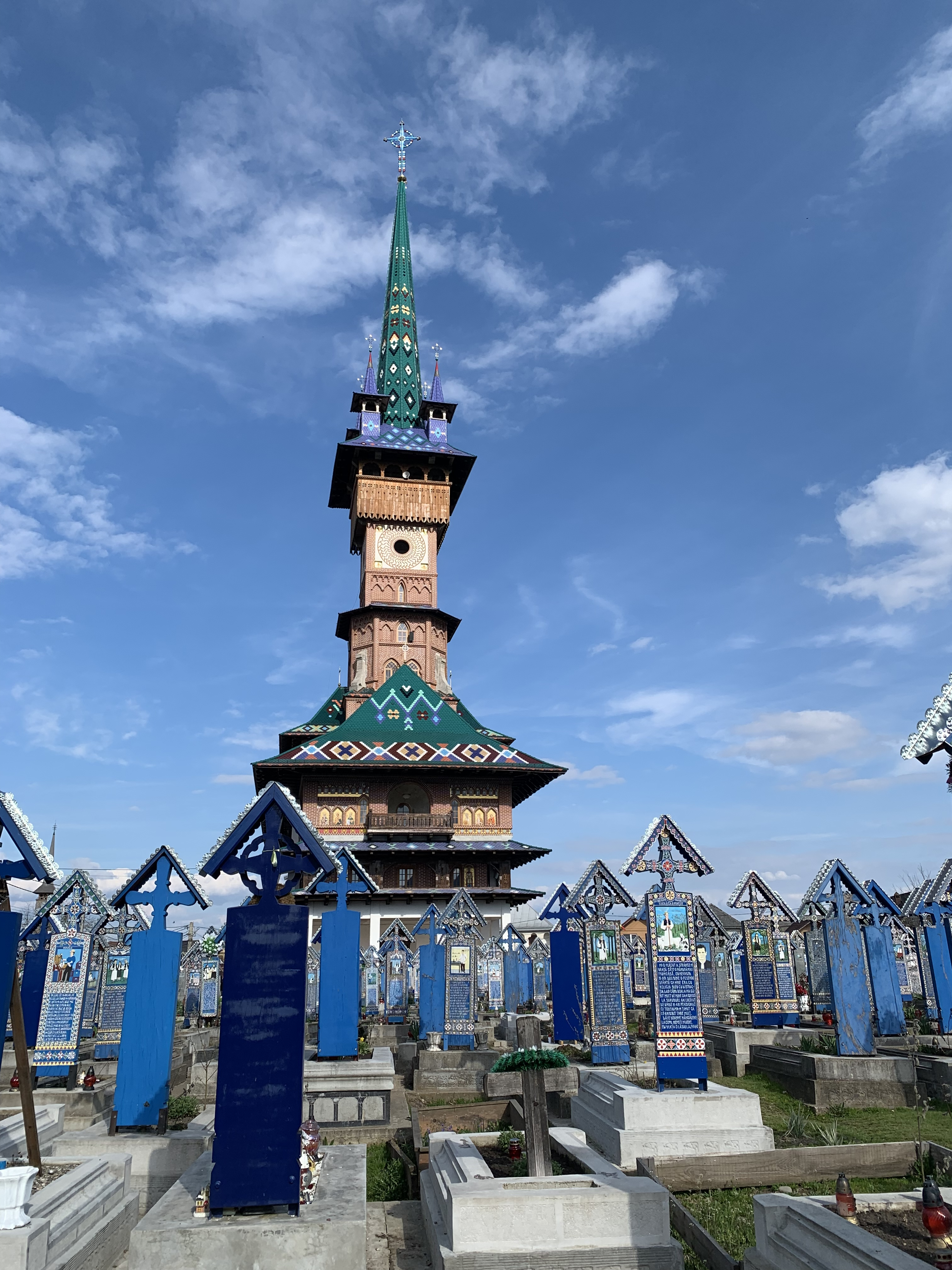
... és az ortodox átépítés után 2023-ban
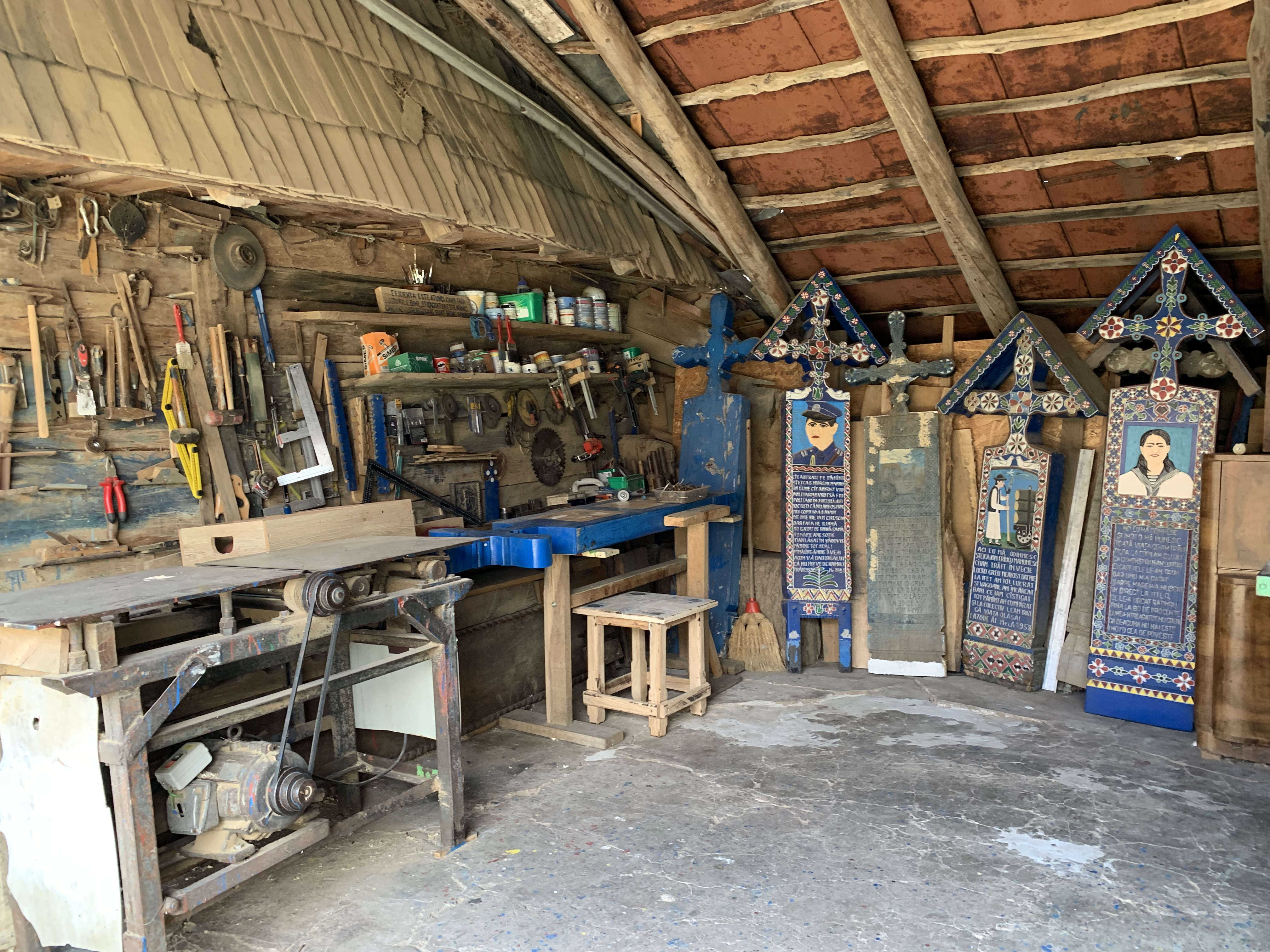
A mester emlékműhelye

## Fordítás
- Ez a szócikk részben vagy egészben  a   Merry Cemetery című angol Wikipédia-szócikk ezen változatának fordításán alapul.  Az eredeti cikk szerkesztőit annak laptörténete sorolja fel. Ez a jelzés csupán a megfogalmazás eredetét és a szerzői jogokat jelzi, nem szolgál a cikkben szereplő információk forrásmegjelöléseként.